# Cosmologia (astronomia)

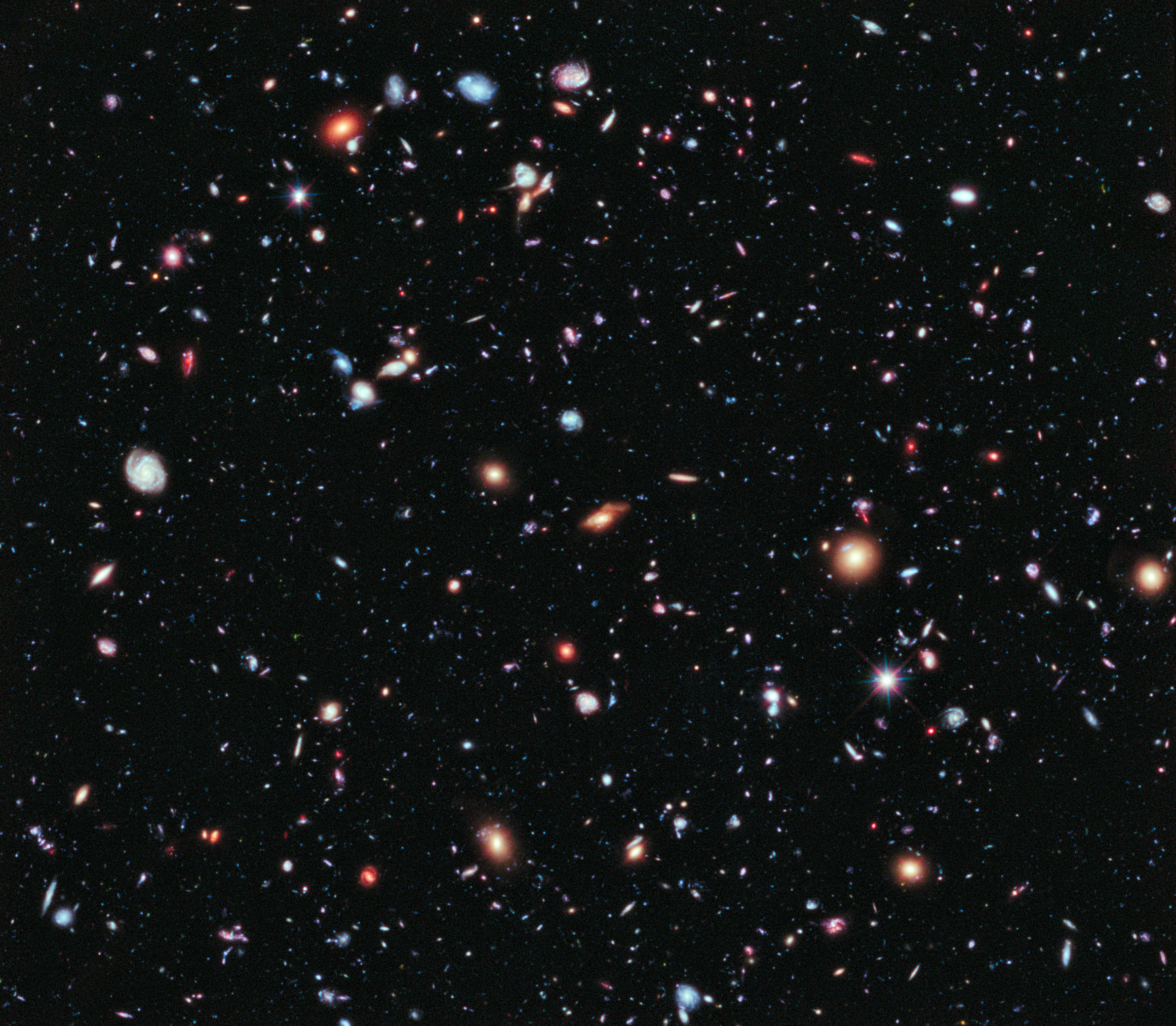
Immagine composta dai dati raccolti dal telescopio Hubble che mostra le galassie più lontane mai fotografate.

La cosmologia è la scienza che ha come oggetto di studio l'universo nel suo insieme, del quale tenta di spiegare in particolare origine ed evoluzione. 
In tal senso essa è strettamente collegata con la cosmologia intesa come branca della filosofia.
Trae le sue radici storiche dalle narrazioni religiose sulla nascita di tutte le cose (cosmogonie) e dai grandi sistemi filosofico-scientifici pre-moderni (come il sistema tolemaico). Attualmente è una scienza fisica nella quale convergono diverse discipline, quali l'astronomia,  l'astrofisica, la fisica delle particelle, la relatività generale.

## Storia della cosmologia

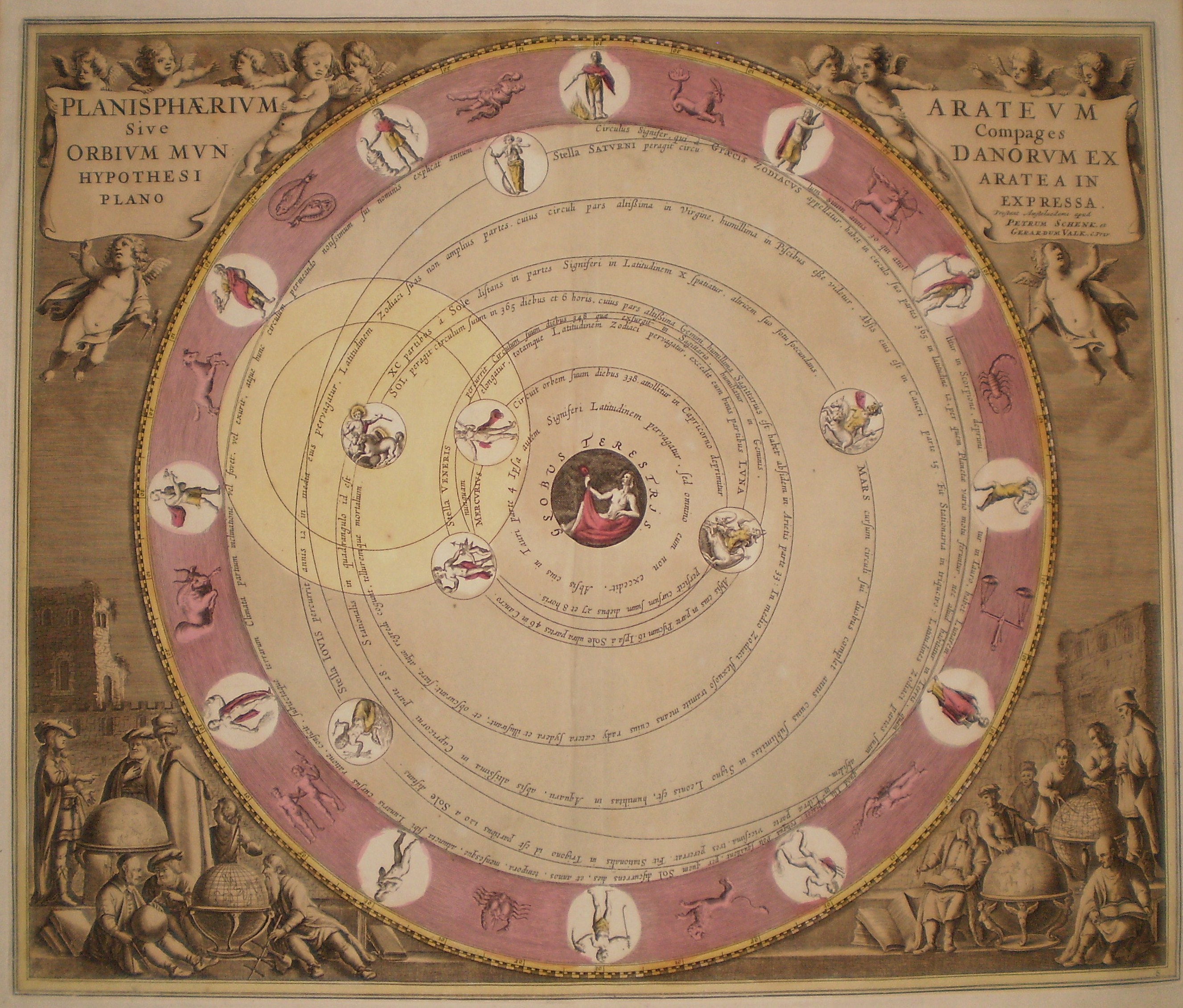
Planisfero celeste, con le orbite geocentriche dei pianeti e degli astri secondo il modello tolemaico

### Il sistema geocentrico
Nel mondo occidentale le prime teorie cosmologiche, che pur essendo sorte in un contesto religioso presentavano anche alcuni fondamenti scientifici, furono elaborate da astronomi e filosofi dell'antica Grecia. Per quanto vi fossero voci discordanti (ad esempio Aristarco da Samo sostenne un modello nel quale la Terra ruota attorno al Sole), l'opinione più diffusa era che la Terra fosse immobile al centro dell'universo, mentre il Sole, la Luna, i pianeti e le stelle ruotassero intorno ad essa incastonati in sfere concentriche. La principale esposizione di questo sistema fu data da Tolomeo nel II secolo, motivo per il quale esso è anche noto come Sistema Tolemaico.
Nel mondo greco era diffusa l'opinione che l'Universo fosse immutabile, ossia increato ed eterno. Tale posizione veniva sostenuta principalmente per evitare i gravi problemi filosofici che l'idea della creazione dell'Universo avrebbe portato: occorrerebbe infatti spiegare cosa c'era prima della creazione, e cosa l'ha causata. A queste idee si opponeva la filosofia degli stoici, che sosteneva che il mondo avesse attraversato un numero infinito di creazioni e distruzioni, e che in ognuna delle fasi di questo ciclo ogni evento terreno e celeste si fosse ripetuto esattamente allo stesso modo.

### L'idea della creazione secondo la rivelazione ebraico-cristiana
L'avvento della Rivelazione ebraica portò a dei contributi originali nel dibattito cosmologico. Questi contributi si concentrano principalmente sulla questione del tempo, forse intesa come incognita costante (dal punto di vista della struttura dello spazio, il cristianesimo riprese essenzialmente il modello tolemaico). Derivando dal giudaismo, ne riprende l'idea di un Universo creato da Dio, che quindi ha avuto un principio.
I primi filosofi cristiani si concentrarono quindi sulle critiche dei filosofi che sostenevano l'eternità dell'Universo, in primis sul problema di cosa facesse Dio prima di creare l'Universo, e perché avesse scelto di iniziare la creazione ad un istante anziché ad un altro, dal momento che prima della creazione il cosmo era un nulla indifferenziato.
Varie soluzioni vennero prospettate per questi problemi. Origene Adamantio riprese l'idea degli stoici del ciclo eterno di creazioni e distruzioni, negando però il determinismo che obbliga ogni ciclo a ripetere esattamente i medesimi eventi del precedente. Una soluzione più originale venne da Agostino, che nelle sue Confessioni ipotizzò per primo che il tempo non fosse un'entità eterna, ma avesse avuto inizio insieme allo spazio. In questo modo la domanda di cosa ci fosse prima della creazione cade di significato. Questa idea, estremamente moderna, ottenne il generale consenso.

### La rivoluzione copernicana e la gravitazione universale
Fu solo nel XVI secolo che Copernico ripropose il sistema eliocentrico (o, per l'appunto, copernicano), che prese finalmente il sopravvento nel XVII secolo, grazie anche all'opera di Galileo: secondo questa teoria il Sole è immobile al centro dell'Universo, mentre la Terra e gli altri pianeti orbitano attorno ad esso. Dal punto di vista filosofico, questo passaggio segnò la fine della concezione dell'universo centrato sull'Uomo, il che provocò molte resistenze ad esempio da parte della Chiesa cattolica. Vista l'enorme importanza che ebbe anche al di fuori del campo scientifico, questo cambio di prospettiva è comunemente noto come Rivoluzione copernicana.
Copernico e Galileo, ancora influenzati dal pensiero greco, ritenevano ancora le orbite planetarie essere cerchi perfetti. Un significativo passo avanti venne compiuto da Keplero che scoprì che tali orbite sono in realtà ellittiche. Nel 1687 Newton fornì una delle prime chiavi interpretative della struttura del Sistema solare e dell'Universo in generale: la legge di gravitazione universale, che unificava una serie di fenomeni (la caduta dei gravi, le maree, il moto dei pianeti); la cosmologia dei due secoli successivi fu in buona parte un tentativo di applicare le leggi della meccanica newtoniana dapprima al sistema solare e poi ad una scala più ampia.
Tuttavia la reale natura delle stelle (e con essa la possibilità di stimare le distanze cosmologiche) rimase incerta fino a quasi due secoli dopo la pubblicazione della teoria di Newton. Per via della mancata osservazione del moto di parallasse, molti sostenitori del sistema copernicano avevano ipotizzato che esse fossero astri simili al Sole ma molto più lontani, e che quindi l'Universo consistesse in un mare infinito di stelle (il primo a sostenere questa tesi fu forse Giordano Bruno). Queste ipotesi trovarono conferma nel 1838, quando Bessel riuscì a misurare la parallasse (e quindi la distanza, di circa 8 anni luce) della stella 61 Cygni.

### La scoperta della Via Lattea e delle altre galassie
Nel frattempo, nel 1785 Herschel aveva scoperto che la distribuzione delle stelle sulla volta celeste non è uniforme, ma che nella fascia circolare nota fin dall'antichità come Via Lattea il loro numero è molto più alto che altrove. Questo fatto suggeriva che il Sole fosse all'interno di un sistema di stelle a forma di disco che fu chiamato Galassia. La posizione del Sole entro la Galassia fu a lungo oggetto di controversie, finché nel 1922 l'astronomo olandese Kapteyn dimostrò che esso non è affatto vicino al centro galattico, ma semmai in una posizione piuttosto periferica: la componente stellare della nostra Galassia forma infatti un disco appiattito di circa 85.000 anni luce (26 kiloparsec) di diametro, e la distanza del Sole dal centro è circa tre quinti la lunghezza del raggio (lo spessore della fascia stellare è di circa un migliaio di anni luce).
Tuttavia già dagli ultimi anni del XIX secolo l'interesse dalla cosmologia si era spostato su un'altra controversia, che opponeva coloro che sostenevano che la Galassia costituisse praticamente tutto l'Universo, e coloro che invece sostenevano che le cosiddette nebulose a spirale non erano altro che galassie simili alla nostra, che noi osserviamo dall'esterno. Questa seconda ipotesi si rivelò corretta quando nel 1924 Edwin Hubble riuscì a misurare la distanza della Galassia di Andromeda, scoprendo che essa si trova a circa due milioni di anni luce da noi: essa è quindi ben al di fuori della nostra galassia e ha dimensioni simili ad essa.

### La nascita della cosmologia contemporanea
Si può affermare che la cosmologia contemporanea nasce fra il 1915 ed il 1929: nel 1915, infatti, Einstein pubblicò il primo articolo riguardo alla teoria della relatività generale, mentre nel 1929 Hubble scoprì la sua famosa legge, che implica che l'Universo è in espansione.
Poco tempo dopo la pubblicazione della sua teoria (che "sostituiva" la gravitazione universale newtoniana), Einstein per primo la applicò al calcolo dell'evoluzione dinamica dell'universo. Gli fu subito evidente che, assumendo che la materia sia distribuita nell'universo in modo omogeneo, anche un universo infinito tenderebbe a collassare su sé stesso. Essendo però opinione comune che l'universo fosse statico (ed eterno), Einstein ricorse all'artificio di aggiungere nelle equazioni del campo gravitazionale una costante, detta costante cosmologica (solitamente indicata con Λ), per controbilanciare questa contrazione. Questa costante non modificava minimamente le predizioni della teoria in tutti gli altri campi, ma la sua introduzione si prestava ad un altro genere di critica. Infatti, esiste un unico valore della costante cosmologica che consente di avere un universo in equilibrio statico, ed anche in questo caso l'equilibrio risulta instabile; ciò significa che per avere un universo eternamente statico il valore "fisico" della costante cosmologica dovrebbe essere esattamente quello richiesto dalla condizione di staticità. Ogni altro valore, anche estremamente prossimo a quello indicato da Einstein, conduce ad un universo in collasso o in espansione.
Nel 1922 Fridman abbandonò allora l'ipotesi che l'universo fosse statico (ed eterno), trovò che le soluzioni delle equazioni della relatività generale indicavano che l'universo avrebbe avuto un inizio in cui sarebbe stato infinitamente denso, e che da allora si sarebbe espanso; cinque anni dopo Lemaître arrivò allo stesso risultato in modo indipendente. Sia Fridman che Lemaître trovarono anche che nel caso da loro esaminato (e comunemente accettato anche attualmente) di un universo omogeneo ed isotropo (accettando il principio cosmologico), la metrica che risolve le equazioni del campo gravitazionale è la cosiddetta metrica di Friedman-Lemaître-Robertson-Walker.
L'insieme di questa metrica e delle soluzioni trovate da Friedmann e Lemaître costituiscono il cosiddetto modello cosmologico di Friedmann-Lemaître.
Pochi anni dopo queste idee teoriche trovarono una clamorosa conferma sperimentale nella scoperta di Hubble che le galassie si allontanano da noi ad una velocità proporzionale alla loro distanza, la qual cosa può essere spiegata facilmente assumendo che l'universo si stia espandendo.

### La teoria del Big Bang e dello Stato Stazionario
L'idea che l'universo abbia un inizio portò alla formulazione della teoria del Big Bang, ovvero che l'universo sia nato da una singolarità gravitazionale in cui erano concentrati tutto lo spazio-tempo e la materia dell'universo; in particolare nel 1948 Alpher, Bethe e Gamow introdussero il cosiddetto modello αβγ, che spiegava come sia potuta avvenire la nucleosintesi primordiale, cioè la sintesi degli elementi chimici nell'ambito della teoria del Big Bang, ovvero in un universo in rapida espansione ed in raffreddamento.
Tuttavia alcuni scienziati non accettarono l'idea di un universo che non fosse eterno e proposero modelli alternativi; fra questi il più famoso e fortunato fu la teoria dello stato stazionario di Fred Hoyle, in cui l'universo sarebbe eterno e la diluizione della materia dovuta all'espansione sarebbe bilanciata da una continua creazione spontanea di particelle (1948).
Per circa 20 anni la controversia fra i due modelli cosmologici fu alquanto accesa; essa giunse però ad una conclusione piuttosto rapida dopo che l'osservazione della radiazione cosmica di fondo a microonde (nel 1964 da parte di Arno Penzias e Robert Woodrow Wilson) e diverse misure della densità dei quasar non portarono al quasi totale abbandono delle teorie alternative ed all'adozione quasi unanime di quelle basate sul Big Bang.

### Inflazione e materia oscura
Per quanto dopo il 1970 il modello del Big Bang sia rimasto praticamente senza serie alternative, esso presentava e presenta alcune rilevanti lacune. Due fra le più importanti, che hanno condotto all'introduzione di due significative modifiche alla teoria, emersero poco dopo la scoperta della radiazione di fondo, e riguardavano l'estrema uniformità su tutto il cielo della radiazione stessa:
- il primo problema (problema dell'orizzonte) è che nei modelli standard del big bang due regioni di cielo sufficientemente lontane fra loro (ad una distanza angolare superiore a circa un grado) non possono essere entrate in contatto fra loro prima dell'epoca alla quale la radiazione di fondo è stata emessa, per cui non possono aver raggiunto un equilibrio termico alla medesima temperatura; sarebbe quindi logico attendersi disomogeneità molto più accentuate nella radiazione che osserviamo;
- il secondo problema è che nella teoria originale del big bang le fluttuazioni della radiazione cosmica di fondo sono molto più piccole di quanto sarebbe necessario per spiegare la formazione delle galassie in un tempo più breve dell'età dell'Universo.

Per risolvere il problema dell'orizzonte è stata introdotta un'idea teorica nota come inflazione, secondo la quale subito dopo il Big Bang l'universo avrebbe attraversato una fase di espansione estremamente accelerata (l'inflazione, appunto); due regioni di cielo estremamente lontane fra loro potrebbero quindi essere state in contatto (ed avere avuto il tempo di entrare in equilibrio termico) prima dell'inflazione. L'inflazione darebbe inoltre conto di numerose osservazioni (ad es. la piattezza dell'universo) altrimenti difficili da spiegare.
Per quel che riguarda la crescita delle fluttuazioni fino a formare le galassie, la soluzione comunemente accettata è che esista la cosiddetta materia oscura, ovvero una forma di materia che non abbiamo ancora osservato in quanto sarebbe elettricamente neutra (e quindi non sarebbe in grado di emettere o assorbire luce); la fisica delle particelle fornisce diversi tipi di particelle di cui la materia oscura potrebbe essere costituita, ad es. i neutroni, i neutrini, o più probabilmente i cosiddetti WIMPs (Weakly Interacting Massive Particles, particelle massive debolmente interagenti). Poiché la materia oscura non sarebbe influenzata dalla radiazione di fondo, essa ha potuto iniziare il suo collasso gravitazionale (dal quale sarebbero nate le galassie) molto prima della materia normale (barionica), eliminando quindi il problema del tempo di formazione delle galassie. Anche la materia oscura spiegherebbe diverse altre osservazioni, fra cui le misurazioni delle curve di rotazione delle galassie, che furono il motivo per cui fu originariamente introdotta.
Inflazione e materia oscura sono ormai entrate a far parte del cosiddetto modello standard della cosmologia, ovvero il modello accettato dalla maggior parte della comunità scientifica. Tuttavia entrambe non sono ancora considerate dimostrate, anche se ci sono concrete speranze di poter giungere ad una scoperta decisiva (ad esempio l'individuazione della particella elementare che costituirebbe la materia oscura) in tempi non troppo lunghi. D'altra parte, esistono anche alcuni sostenitori di teorie alternative, ad esempio delle cosiddette teorie MOND (da MOdified Newton Dynamics), che eliminerebbero questi problemi (in particolare il secondo) introducendo delle modifiche alla teoria della gravitazione: queste teorie godono di scarso seguito, ma non possono essere del tutto escluse.

## L'energia oscura
Il problema forse più importante che affligge il modello del Big Bang è attualmente quello della cosiddetta energia oscura. Infatti alla fine degli anni novanta alcune osservazioni compiute su supernovae (il loro spostamento verso il rosso) hanno evidenziato che, contrariamente a quanto atteso, l'espansione dell'universo non sta rallentando, bensì accelerando. Per quanto la relatività generale fornisca un meccanismo (lo stesso che viene utilizzato da alcuni decenni per spiegare l'inflazione) attraverso il quale è possibile spiegare forme di energia che producono una sorta di gravità repulsiva, questa scoperta ha colto di sorpresa la maggior parte dei cosmologi.
Al momento attuale non esiste una teoria accettata che possa spiegare da cosa derivi l'energia (subito battezzata energia oscura) che sarebbe responsabile di questa accelerazione, e che sarebbe la forma dominante di energia nel nostro universo: infatti l'energia oscura costituirebbe il 73% dell'universo, la materia oscura il 23% e la materia barionica (elettroni, protoni, neutroni, ecc.) il 4%.
Si spera di poter distinguere  fra i molti modelli teorici che si propongono di spiegare le proprietà dell'energia oscura (fra cui la cosiddetta quintessenza, il Chaplygin gas, i modelli DGP e KKLT e molti altri) attraverso la misura del parametro {\displaystyle w} (che caratterizza la relazione fra pressione e densità di energia dell'energia oscura, {\displaystyle P=w\rho }). I modelli con {\displaystyle w\geq -1} differiscono qualitativamente da quelli con {\displaystyle w<-1}. Nei primi l'Universo si espanderebbe più rapidamente che nel caso senza energia oscura, ma l'espansione avverrebbe sempre a velocità finite. Nei secondi invece l'accelerazione dovuta all'energia fantasma (espressione che indica forme di energia oscura con {\displaystyle w<-1}) sarebbe così forte che l'Universo
finirebbe per "morire" nel cosiddetto Big Rip, (Grande Strappo), poiché l'espansione raggiungerebbe una velocità infinita.
Le misure di w sono ancora più incerte di quelle riguardo all'energia oscura e al momento entrambe le possibilità sono compatibili con gli scarsi dati sperimentali disponibili.

## Problemi aperti
Oltre ai problemi inerenti alla materia oscura (la prova o la smentita della sua esistenza e lo studio della sua eventuale composizione) e l'energia oscura (l'esistenza di un termine cosmologico nelle equazioni di Einstein), nella cosmologia attuale restano aperte molte questioni riguardanti gli istanti iniziali dell'universo, quando la densità è confrontabile con la densità di Planck e gli effetti quantistici diventano importanti.
Per fornire dati utili a restringere il campo di accettabilità delle teorie per quanto riguarda le fasi iniziali dell'evoluzione dell'universo saranno utili le nuove finestre osservative basate su messaggeri che possano attraversare la materia anche quando questa sia opaca alla radiazione, ad esempio i neutrini e le onde gravitazionali. Un altro problema ancora aperto di estremo interesse per la cosmologia è la formazione delle strutture, a tutte le scale, da quella dei superammassi di galassie, a quella galattica, a quella planetaria.

## Cosmologia in antropologia
Nelle scienze etno-antropologiche con il termine "cosmologia" si definiscono i sistemi di pensiero, le visioni del mondo relative ad una data cultura. Per evitare confusioni, viene usato più spesso il sinonimo cosmogonia.

## Cosmologia in filosofia
La cosmologia, in senso filosofico, è una branca della filosofia che si occupa del mondo (ovvero del cosmo) inteso come la totalità di tutti i fenomeni nello spazio e nel tempo, investigandone le cause ultime, il significato, le strutture ontologiche e vari altri aspetti.